# Joan Massagué i Solé
Joan Massagué i Solé (Barcelona, 30 d'abril de 1953) és un científic i farmacèutic català, reconegut com una de les màximes autoritats mundials en investigació del càncer. Des del 1979 ha desenvolupat la seva carrera científica als Estats Units, mantenint alhora estrets vincles amb la comunitat científica catalana. El 2013 va ser nomenat director de l'institut Sloan-Kettering de Nova York, un dels centres de recerca sobre el càncer més destacats dels Estats Units.

## Biografia

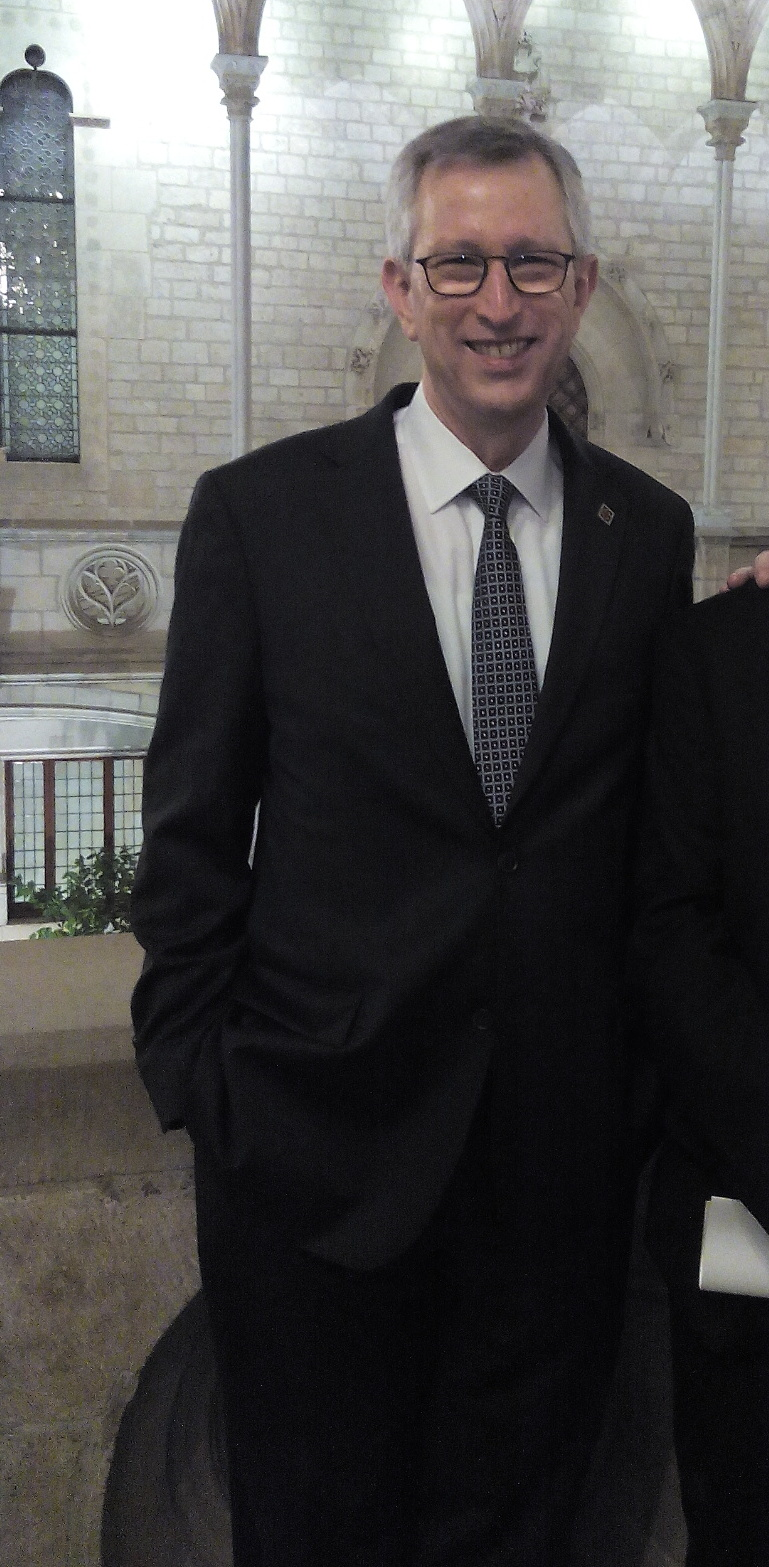
Joan Massagué en el XXVIII Premi Internacional Catalunya

Joan Massagué va néixer en una família de tradició farmacèutica, i va estudiar als jesuïtes de Sarrià. Es va llicenciar en Farmàcia a la Facultat de Farmàcia de la Universitat de Barcelona. L'any 1978 va obtenir el títol de doctor en Bioquímica també a la Universitat de Barcelona. Es va traslladar el 1979 a la Universitat de Brown, a la ciutat nord-americana de Providence, Rhode Island, on va descobrir l'estructura del receptor de la insulina. Posteriorment, es va incorporar a la Universitat de Massachusetts, on va exercir la docència com a professor de Bioquímica (1982-1989). L'any 1989 inicià la seva vinculació amb el Memorial Sloan-Kettering Cancer Center de la ciutat de Nova York, liderant primer el programa de Biologia cel·lular i des del 2003 el programa de Genètica i Biologia del Càncer. Finalment, el novembre de 2013 va ser nomenat director de Sloan-Kettering Institute, càrrec del qual va prendre possessió a partir del gener del 2014.
Massagué col·labora amb l'Institut de Recerca Biomèdica (IRB Barcelona), integrat al Parc Científic de Barcelona. Juntament amb el Dr. Joan J. Guinovart, Massagué fou responsable de preparar el terreny per a la creació i fundació de l'IRB. Entre els anys 2006 i 2013 en fou director adjunt i actualment manté la seva vinculació amb l'IRB, com a president del seu Comitè Científic Internacional.
Massagué ha estat vinculat a altres institucions i centres de recerca. El 1989 esdevingué professor de la Graduate School of Medical Sciences del Cornell University Medical College. Entre els anys 1990 i 2013 fou investigador al Howard Hughes Medical Institute de Nova York. Entre 2011 i 2014 va presidir el consell assessor del Centro Nacional d'Investigaciones Oncológicas (CNIO) a Madrid.

## Recerca científica
El treball de Massagué s'ha centrat, sobretot, en l'estudi dels mecanismes de senyalització que resulten essencials per al desenvolupament normal dels teixits i que s'alteren en presència del càncer. És el cas del TGFβ (factor de creixement tumoral beta), un compost de la família de les citocines, implicades en els processos inflamatoris, que regula la divisió cel·lular durant el desenvolupament embrionari.
Massagué és un dels investigadors més importants en les àrees de la regulació de la divisió cel·lular i de la metàstasi del càncer. La seva investigació ha estat clau per al coneixement dels mecanismes que permeten detenir la proliferació cel·lular, procés que quan es descontrola duu a la formació de tumors. Així mateix, el seu treball ha permès identificar els gens i els mecanismes que controlen la metàstasi de les cèl·lules tumorals del càncer de mama i del càncer de pulmó cap a altres òrgans —sobretot el cervell—, descobriment que obre noves possibilitats d'investigació en aquest aspecte del càncer.
Massagué és membre de l'Acadèmia Americana de les Arts i les Ciències, de l'Acadèmia Nacional de Ciències dels Estats Units, de l'Organització Europea de Biologia Molecular i de les Reials Acadèmies Espanyoles de Medicina i Farmàcia. Ha estat distingit amb més de vint-i-cinc guardons, entre els quals destaquen el Premi Nacional d'Investigació "Rey Don Juan Carlos", el Howard Taylor Ricketts Award i el Premi Príncep d'Astúries d'Investigació Científica i Tècnica l'any 2004 juntament amb Judah Folkman, Tony Hunter, Bert Vogelstein i Robert Weinberg. També ha estat distingit amb el Premi Ciutat de Barcelona de l'Ajuntament de Barcelona (1994) i la Creu de Sant Jordi de la Generalitat de Catalunya (2006). L'any 2014 rebé el Premi Nacional de Cultura i el 2016 va rebre un premi de la Societat Catalana de Biologia per la seva trajectòria científica i el XXVIII Premi Internacional Catalunya, concedit per la Generalitat de Catalunya a tres científics catalans per la seva tasca a escala mundial en la investigació sobre el càncer: els doctors Josep Baselga, Manel Esteller i Joan Massagué.
El 13 de gener del 2020 es va publicar a la revista Nature Cancer un estudi de l'institut Sloan Kettering de Nova York, liderat per Massagué, on es desxifrava l'origen de les metàstasis, que fins llavors es creia que començaven per mutacions genètiques. Amb aquest descobriment, fruit de gairebé 20 anys de treball de l'investigador, s'obria una via per millorar els tractaments per combatre el càncer.

## Publicacions
La seva tesi doctoral Regulació hormonal del metabolisme hepàtic del glicogen: efectes del glucagó, l'epinefrina i la insulina va ser realitzada al Departament de Bioquímica de la Facultat de Farmàcia de la Universitat de Barcelona sota la direcció del professor Dr. Joan Josep Guinovart i Cirera. Massagué és autor de més de 300 articles científics, alguns dels quals han rebut centenars i milers de citacions per part d'altres publicacions. És un dels investigadors més influents a escala internacional: a tall d'exemple, el 2011 i el 2015 va ser inclòs en les llistes dels Highly Cited Researchers de Thompson Reuters.

## Vida personal
Massagué és fill de Joan Massagué i Vendrell i Maria Solé i Ferrer, tots dos farmacèutics, i és el primer de sis germans. Amb la seva muller, Roser Salavert i Casamor, tenen dues filles, Eulàlia i Marta. Massagué és aficionat a l'estudi i col·leccionisme de minerals. El setembre de 2015 va signar un manifest de científics a favor de Junts pel Sí, candidatura independentista a les eleccions al Parlament de Catalunya de 2015.